# Ta' Qali Stadium
 (avril 2025).
Si vous disposez d'ouvrages ou d'articles de référence ou si vous connaissez des sites web de qualité traitant du thème abordé ici, merci de compléter l'article en donnant les références utiles à sa vérifiabilité et en les liant à la section « Notes et références ».
Le Ta'Qali Stadium est le stade national de la république de Malte, situé dans la commune de Ħ'Attard.
Les grands événements footballistiques et musicaux locaux y sont accueillis, sa capacité est de 17 500 places assises (35 000 pour les concerts).
Ce qui fait de celui-ci un petit stade pour les standards internationaux mais un stade important et très moderne le rapportant à Malte.

## Galerie

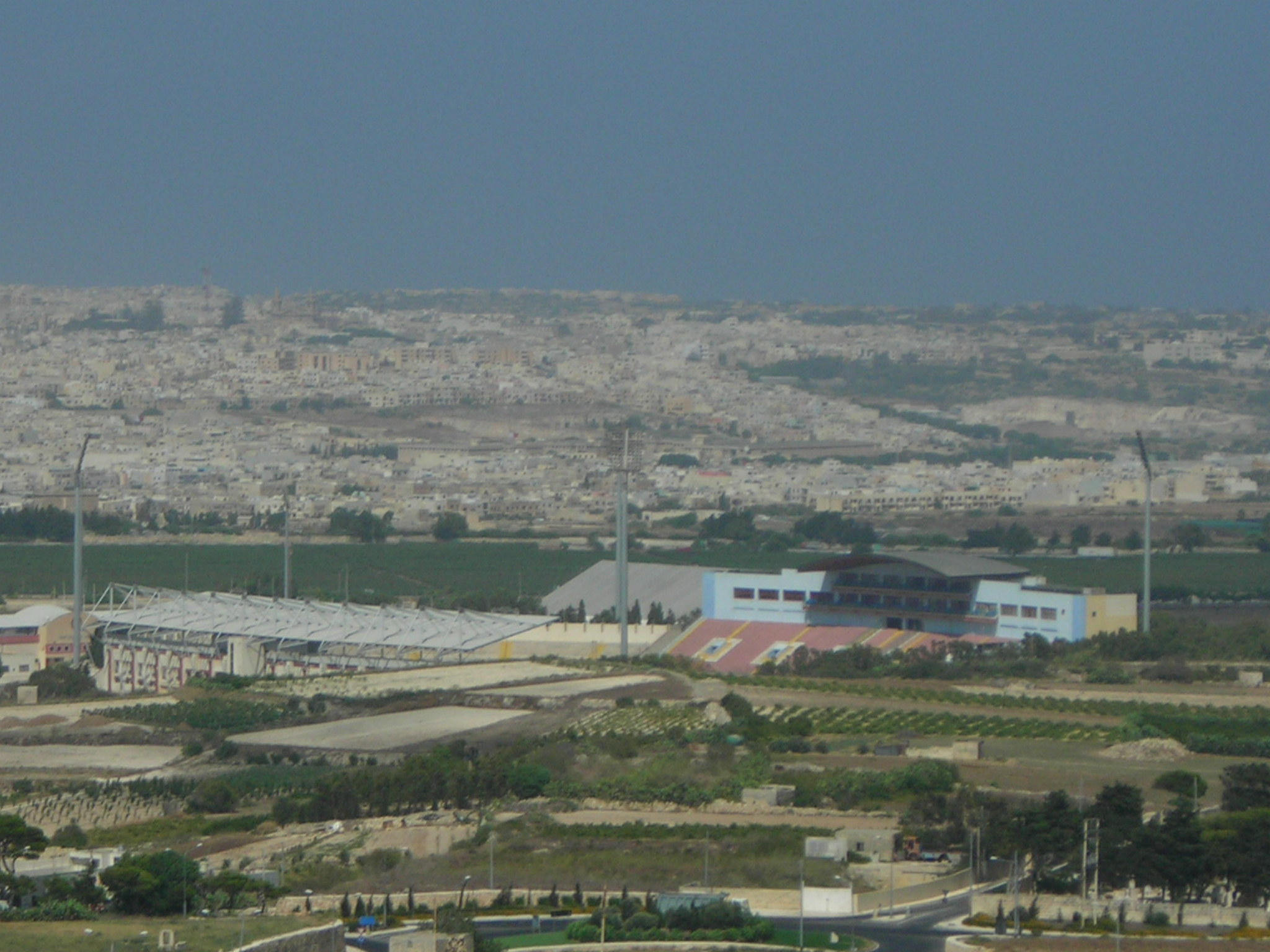
Vue du stade de Mdina